# Fernando Calero
Fernando Calero Villa (Boecillo, 14 settembre 1995) è un calciatore spagnolo, difensore dell'Espanyol.

## Caratteristiche tecniche
Difensore centrale con una buone visione di gioco e con un ottimo controllo di palla, è abile negli anticipi difensivi.

## Carriera
Cresciuto nei settori giovanili di Real Valladolid e Malaga, dopo cinque anni complessivi trascorsi con il club andaluso, il 23 giugno 2016 fa ritorno al Pucela, venendo inserito nella formazione riserve. L’8 agosto 2017 viene promosso in prima squadra, con cui debutta ufficialmente il 6 settembre, nella partita di Coppa del Re vinta per 0-2 contro l’Huesca. Il 15 novembre prolunga con i bianco-viola fino al 2021; al termine della stagione conquista con i castigliani la promozione in Primera División. Il 9 agosto 2019 viene acquistato per 8 milioni di euro dall'Espanyol, con cui firma un quinquennale.

## Statistiche

### Presenze e reti nei club
Statistiche aggiornate al 26 gennaio 2023.
| Stagione               | Squadra                | Campionato             | Campionato | Campionato | Coppe nazionali | Coppe nazionali | Coppe nazionali | Coppe continentali | Coppe continentali | Coppe continentali | Altre coppe | Altre coppe | Altre coppe | Totale | Totale |
| Stagione               | Squadra                | Comp                   | Pres       | Reti       | Comp            | Pres            | Reti            | Comp               | Pres               | Reti               | Comp        | Pres        | Reti        | Pres   | Reti   |
| ---------------------- | ---------------------- | ---------------------- | ---------- | ---------- | --------------- | --------------- | --------------- | ------------------ | ------------------ | ------------------ | ----------- | ----------- | ----------- | ------ | ------ |
| 2016-2017              | Real Valladolid B      | SDB                    | 37         | 1          | -               | -               | -               | -                  | -                  | -                  | -           | -           | -           | 37     | 1      |
| 2017-2018              | Real Valladolid        | SD                     | 23+4       | 1+1        | CR              | 4               | 0               | -                  | -                  | -                  | -           | -           | -           | 31     | 2      |
| 2018-2019              | Real Valladolid        | PD                     | 36         | 1          | CR              | 0               | 0               | -                  | -                  | -                  | -           | -           | -           | 36     | 1      |
| Totale Real Valladolid | Totale Real Valladolid | Totale Real Valladolid | 59+4       | 2+1        |                 | 4               | 0               |                    | -                  | -                  |             | -           | -           | 67     | 3      |
| 2019-2020              | Espanyol               | PD                     | 15         | 0          | CR              | 2               | 0               | UEL                | 7                  | 0                  | -           | -           | -           | 24     | 0      |
| 2020-2021              | Espanyol               | PD                     | 28         | 1          | CR              | 3               | 0               |                    | -                  | -                  |             | -           | -           | 31     | 1      |
| 2021-2022              | Espanyol               | PD                     | 16         | 0          | CR              | 2               | 0               |                    | -                  | -                  |             | -           | -           | 18     | 0      |
| 2022-2023              | Espanyol               | PD                     | 16         | 0          | CR              | 2               | 0               |                    | -                  | -                  |             | -           | -           | 18     | 0      |
| Totale Espanyol        | Totale Espanyol        | Totale Espanyol        | 75         | 1          |                 | 9               | 0               |                    | 7                  | 0                  |             | -           | -           | 91     | 1      |
| Totale carriera        | Totale carriera        | Totale carriera        | 171+4      | 4+1        |                 | 13              | 0               |                    | 7                  | 0                  |             | -           | -           | 195    | 5      |

## Palmarès

### Club

#### Competizioni nazionali
- Segunda División: 1

Espanyol: 2020-2021